# ISO 690
ISO 690 – opracowany przez organizację Międzynarodową Organizację Normalizacyjną (ISO) standard tworzenia cytowań i bibliografii załącznikowej we wszelkiego rodzaju dokumentach.
Standard ISO 690 obejmuje zarówno drukowane, jak i niedrukowane formy publikacji. Nie dotyczy natomiast manuskryptów.

## ISO 690 w Polskiej Normie
Polski Komitet Normalizacyjny zatwierdził normę  PN-ISO 690:2012P będącą polskim odpowiednikiem normy ISO 690:2010 [IDT]. Norma ta zastąpiła stosowane wcześniej normy PN-ISO 690:2002, PN-ISO 690-2:1999 oraz PN-N-01222-07:1979 Kompozycja wydawnicza książki – Bibliografia załącznikowa.

## Przykłady cytowań

### Wydawnictwo zwarte
- Murawski, Roman. Filozofia matematyki. Warszawa: Wydawnictwo Naukowe PWN, 2001. ISBN 83-01-13604-9.

### Wydawnictwo ciągłe
- Opuscula Mathematica. Akademia Górniczo-Hutnicza im. Stanisława Staszica w Krakowie, 2008 vol. 28, no. 4. ISSN 1232-9274.

### Artykuł w wydawnictwie ciągłym
- Synowiecki, Rafał. Consistency and application of moving block bootstrap for non-stationary time series with periodic and almost periodic structure. Bernouli. 2007, nr 13/4, s. 1151-1178.